# 小野洋子 (女優)
小野 洋子（おの ようこ、1954年9月1日 - ）は、日本の女優、声優。北海道出身。特技は日本舞踊、スケート。所属は文学座。身長157cm。体重47kg。

## 来歴・人物
1975年に文学座附属演劇研究所に入所し、1977年『飢餓海峡』にて初舞台を踏む。1980年からは座員となり、さらに多くの舞台を踏む。
声優としても活躍しており、韓国ドラマ『宮廷女官チャングムの誓い』のハン・ペギョン（ヤン・ミギョン）の日本語吹替え版を演じ、姉妹番組でヤン・ミギョンが出演する料理番組「チャングムの誓いで学ぶ宮廷料理」の吹き替えも担当する。

## 出演

### テレビドラマ
- 関ヶ原（1981年、TBSテレビ）
- おゆう（1983年、TBS） - 雲伊 役
- 仮面ライダーBLACK 第26話（1988年、TBS） - 麻美の母 役
- 特急しおかぜ四国殺人ルート（1990年、テレビ朝日）
- ゴンゾウ 伝説の刑事（2008年、テレビ朝日） - 杉浦芙美子 役
- 臨場 続章 第7話「声」（2010年5月29日、テレビ朝日） - 吉村美智恵 役

### 舞台
- 『飢餓海峡』
- 『プラハ1975』
- 『クリスタルクリアー』
- 『本牧メルヘン』
- 『あるポーランド神父の死』
- 『十二夜』
- 『お気に召すまま』
- 『出雲の阿国』
- 『煙たなびく』
- 『フェードル』
- 『唐人お吉ものがたり』
- 『好色一代女』

### 吹き替え
- インソムニア※テレビ朝日版
- SF人喰い生物の島（ジャニイン〈スーザン・ペトリ〉）
- 12人のパパ、12人のパパ2（ケイト）
- 紳士は金髪がお好き（ビークマン夫人）※フジテレビ版WOWOW追加収録部分
- スタンピード（マーサ〈モーリン・オハラ〉）※ソフト版
- ノー・トゥモロー（ダイアン）
- 宮廷女官チャングムの誓い（ハン・ペギョン）
- ニコラスの贈りもの（マギー（ジェイミー・リー・カーティス））※テレビ版
- ファン・ジニ（ウノの母）
- フェイス/オフ（イブ・アーチャー（ジョアン・アレン））※テレビ朝日版
- 冬のソナタ（カン・ミヒ）
- プライベート・プラクティス（ビジー）
- 名探偵ポワロ 葬儀を終えて（ギルクリスト（モニカ・ドーラン））

### テレビアニメ
- がんばれ!キッカーズ (大高恵子)
- 銀の匙 Silver Spoon（御影サト）
- サザエさん（老婦人[2]）
- 魔法遣いに大切なこと 〜夏のソラ〜（おばさん）

### 劇場アニメ
- おおかみこどもの雨と雪